# Fulga
Fulga est une commune roumaine du județ de Prahova, dans la région historique de Valachie et dans la région de développement du Sud.

## Géographie
La commune de Fulga est située dans le sud du județ, à la limite avec le județ de Buzău, dans la plaine valaque, à 14 km au sud de Mizil et à 40 km au sud-est de Ploiești, le chef-lieu du județ.
La municipalité est composée des deux villages suivants (population en 1992) :
- Fulga de Jos (1 823), siège de la commune ;
- Fulga de Sus (2 254).

## Politique
| Parti | Parti                        | Sièges |
| ----- | ---------------------------- | ------ |
|       | Parti social-démocrate (PSD) | 8      |
|       | Parti national libéral (PNL) | 5      |

## Démographie
En 2002, la commune comptait 3 870 Roumains (99,69 %) et 12 Tsiganes (0,31 %). On comptait à cette date 1 575 ménages et 1 475 logements.
En 2002, 100 % de la population était chrétienne orthodoxe.
Lors du recensement de 2011, 93,73 % de la population se déclarent roumains, 3,61 % roms (2,64 % ne déclarent pas d'appartenance ethnique).

## Économie
L'économie de la commune repose sur l'agriculture et la pisciculture (dans les étangs couvrant une superficie totale de 460 ha).

## Communications

### Routes
- direction nord, DJ100C vers Baba Ana et Mizil.
- direction sud, DJ100C vers la route nationale DN10 Ploiești-Urziceni.
- direction ouest, DJ100B vers Drăgănești.